# Język ainbai
Język ainbai (a. ainba) – język papuaski używany przez grupę ludności w prowincji Sandaun w Papui-Nowej Gwinei, blisko granicy z Indonezją. Należy do rodziny języków granicznych. Według danych z 2003 roku mówi nim zaledwie 100 osób.
Jego użytkownicy zamieszkują dwie wsie w dystrykcie Vanimo (Ainbai i Elis), w pobliżu języków manem, kilmeri i pagi. Wcześniej obie wsie zaliczono do obszaru języka pagi, ale zebrane materiały słownikowe sugerują, że chodzi o oddzielny język.
Jest zagrożony wymarciem. W użyciu są też języki tok pisin i angielski.